# Arktische Windelschnecke
Die Arktische Windelschnecke (Vertigo modesta) ist eine Schneckenart der Familie der Windelschnecken (Vertiginidae) aus der Unterordnung der Landlungenschnecken (Stylommatophora). Sehr wahrscheinlich handelt es sich bei diesem zirkumpolararktischen und alpinen Taxon um einen Artkomplex.

## Merkmale
Das rechtsgewundene, länglich-zylindrische bis annähernd eiförmige Gehäuse ist 2,05 bis 2,6 mm hoch und 1,25 bis 1,55 mm breit. Es hat 5 (bis 6) stark gewölbte, rasch zunehmende Windungen und eine tiefe Naht. Der Apex ist stumpf gerundet. Der Protokonch ist weiß und fein granuliert. Die Oberfläche der folgenden Windungen weist zahlreiche feine und regelmäßige Anwachsstreifen auf. Auf den mittleren Windungen ist die Anwachsstreifung etwas deutlicher ausgebildet. Das Gehäuse ist hell gelblich-braun gefärbt, die Oberfläche glänzt seidig. Die letzte Windung nimmt mehr als die Hälfte der Gesamthöhe ein. Die Mündung ist in der Frontalansicht schief herzförmig. Der Mundsaum ist einfach, kaum verdickt und auch kaum erweitert. Die Bewehrung der Mündung besteht aus 0 bis 5 kleinen Zähnen, gewöhnlich sind vier oder drei Zähne ausgebildet, ein parietaler Zahn, ein columellarer Zahn und ein tief sitzender palataler Zahn. Dieser kann auch fehlen, auch kann zusätzlich in der oberen Palatalregion ein weiterer kleiner Zahn ausgebildet sein. Selten ist auch ein Angularis vorhanden (bei nordamerikanischen Formen). Meist fehlt ein Nackenwulst. Auch ist innen in der Mündung meist kein Callus oder nur ein sehr kleiner Callus ausgebildet.
Ähnliche Arten
Das Gehäuse der Nordischen Windelschnecke ähnelt der Arktischen Windelschnecke. Bei der letzteren Art läuft der Apex etwas spitzer zu. Die Windungen nehmen etwas rascher zu und sind stärker gewölbt.

## Geographische Verbreitung und Lebensraum
Der Artkomplex der Arktischen Windelschnecke hat eine zirkumpolare, arktische Verbreitung, in Europa auch in den Alpen, den Karpaten, den Pyrenäen und Schottland. Die Subspecies hoppei kommt sogar in Grönland vor.
Die Tiere kommen in feuchten, schattigen Standorten von Gebirgstälern vor. In Skandinavien kommen sie typischerweise an Talhängen vor, die mit subarktischem Wald bewachsen sind. Sie leben unter Steinen oder von Pflanzen überwachsene Geröllfelder und in der Bodenstreu. In den Alpen findet man sie hauptsächlich in Höhen von oberhalb 1600 Metern bis etwa 2100 Metern über Meereshöhe.

## Taxonomie
Das Tayon wurde 1824 von Thomas Say in William Hypolitus Keatings „Narrative of an expedition to the source of St. Peter’s River, Lake Winnepeek, Lake of the woods, &c“ als Pupa modesta erstmals beschrieben.
Unterarten nach Pilsbry, Welter Schultes und „Molluscs of central Europe“:
- Vertigo modesta modesta (Say, 1824), Nominatunterart, Nordamerika, 4 Zähne, parietaler, columellarer und unterer palataler Zahn gleich groß, oberer palataler Zahn kleiner
- Vertigo modesta arctica (Wallenberg, 1868), Europa, Westsibirien, parietaler und columellarer Zahn vorhanden, palataler Zahn vorhanden oder fehlend
- Vertigo modesta corpulenta (Morse, 1865), Nevada, 4 Zähne, parietaler, columellarer Zahn, zwei palatale Zähne, Gehäuse dicker
- Vertigo modesta hoppei Möller, 1842, Grönland, Arktisches Kanada, Alaska, 0 bis 3 Zähne
- Vertigo modesta insculpta Pilsbry, 1919, Arizona, New Mexico, über 3000 m, starke Anwachsstreifung auf vorvorletzter und vorletzter, gelegentlich auch noch auf der letzten Windung
- Vertigo modesta krauseana Reinhardt, 1883, Ostsibirien, Kurilen, Kamtschatka, ein parietaler Zahn (und es kann die Spur eines columellaren Zahns vorhanden sein).
- Vertigo modesta tirolensis Gredler, 1869, ein columellarer Zahn, ein parietaler Zahn
- Vertigo modesta ultima Pilsbry, 1919, Alaska, keine Zähne[3]
- Vertigo modesta castanea Sterki, 1892, Kalifornien, 2700 m Höhe, alle Zähne sehr klein, wenn vorhanden, unterer palataler Zahn relativ groß, columellarer Zahn meist vorhanden, parietaler Zahn sehr klein oder fehlend, oberer palataler Zahn sehr klein oder fehlend
- Vertigo modesta sculptilis Pilsbry, 1934, starke Anwachsstreifung auf vorvorletzter und vorletzter Windung, bis zu fünf sehr kleine Zähne, sehr kleiner parietaler Zahn oder fehlend, sehr kleiner columellarer Zahn, unterer palataler Zahn oder fehlend, es können Ansätze eines oberen palatalen Zahns und eines Angularis vorhanden sein.

Die obige Zusammenstellung ist sehr unsicher, da es bisher keine Revision der Gattung Vertigo gibt. Einige der genannten „Unterarten“ könnten auch eigenständige Arten sein. Das auch als Unterart geführte Taxon Vertigo modesta extima (Westerlund, 1877) aus Sibirien wird mittlerweile eher wieder als eigenständige Art angesehen.

## Gefährdung
In Deutschland ist die Art vom Aussterben bedroht (Gefährdungskategorie 1). Auch in der Schweiz wird sie als vom Aussterben bedroht eingestuft. In Schottland und Österreich ist sie gefährdet.